# Divinità dei cancelli dell'oltretomba

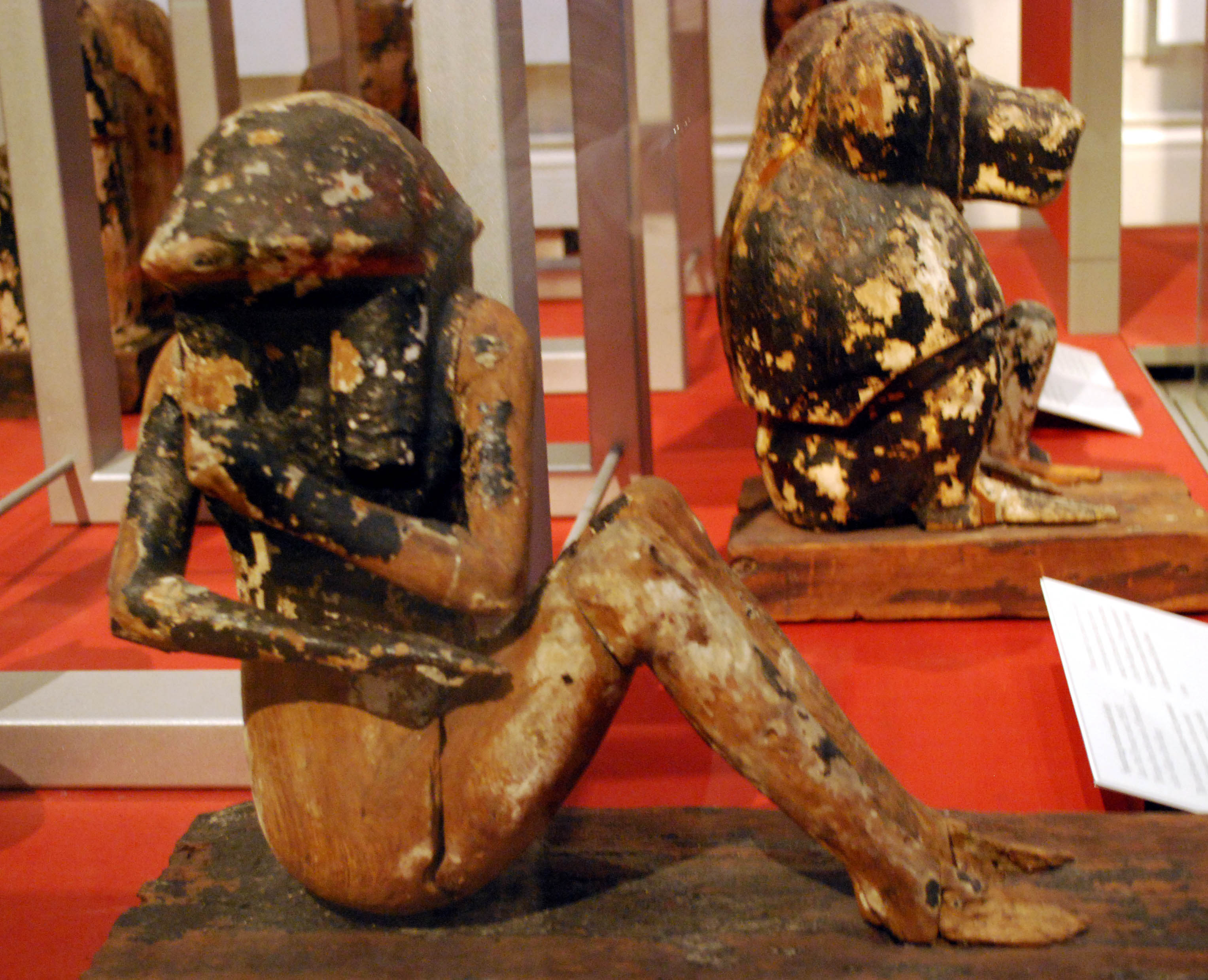
Statua lignea di una creatura del mondo dei morti, dalla testa di tartaruga e in un'insolita posizione contrapposta (dalla tomba del faraone Horemheb). British Museum, Londra.

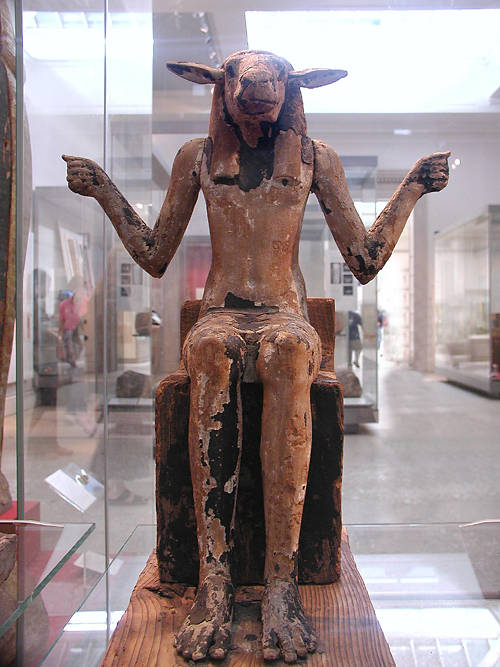
Statua lignea di una creatura del mondo dei morti, dalla testa di ariete (dalla tomba del faraone Horemheb). British Museum, Londra.

Le divinità dei cancelli dell'oltretomba sono divinità egizie appartenenti alle religione dell'antico Egitto.

## Descrizione e suddivisione
Gli Egizi credevano che nell'oltretomba, il Duat, si trovassero vari cancelli, porte e piloni attraversati ogni notte dalla barca solare di Ra (dio del sole) e dalle anime dei defunti dirette al mondo dei morti. 
Gli antichi testi funerari forniscono descrizioni anche sensibilmente diverse dei cancelli dell'oltretomba; talvolta sono state elencate più di 1000 divinità guardiane, anche se nell'immaginario teologico egizio ogni accesso era sorvegliato da un dio minore che avrebbe consentito l'accesso solamente a coloro che sarebbero stati in grado di pronunciare il nome segreto, come una sorta di "parola d'ordine", del dio medesimo. Nella Valle dei Re (Alto Egitto), non distante da Tebe, le pareti di varie tombe faraoniche furono decorate con i testi del Libro delle Porte, che descrive (come altri testi funerari) i dodici cancelli o piloni del mondo dei morti; benché si trattasse, nel pensiero egizio, di barriere architettoniche a tutti gli effetti, i cancelli erano individualmente chiamati come dee. La Formula 144 del Libro dei morti menziona sette cancelli, ciascuno con il suo dio, con un portinaio e un araldo: il settimo cancello, per esempio, è sorvegliato dal dio "Altissimo fra essi", dal portinaio "Stridente di voce" e dall'araldo "Ricacciatore degli insorti".
In altri testi compaiono i "ventuno portali segreti della magione di Osiride nel campo di giunchi", ciascuno con i propri nomi ed epiteti e protetto da divinità zoo-antropomorfiche sovente raffigurate sedute mentre impugnano lunghi e minacciosi coltelli. I nomi di questi ultimi accessi, ancora femminili, sono, di volta in volta, inquietanti come il quattordicesimo ("Signora della rabbia — Danzante del sangue") oppure innocui come il terzo ("Signora dell'altare"); anche agli dei guardiani furono attribuiti nomi che ispiravano terrore e, soprattutto, ne evocavano i poteri temibili: per esempio "Orribile" e "Distruttore" — anche se alcuni testi evitavano direttamente di indicarli con il loro nome, aggiungendoli alla non breve lista di divinità egizie note agli studiosi ma impossibili da catalogare.

### Cancelli descritti nelle pitture murarie della Valle dei Re
Stando alle descrizioni fornite dalle pitture murarie di alcune sepolture regali della Valle dei Re, ciascun cancello o pilone sarebbe consistito di tre "elementi": a) un serpente sputa-fuoco ritto di fronte all'accesso, b) l'accesso medesimo, descritto come un vero portale architettonico ma trattato come una dea, c) e il relativo dio guardiano. Il viaggio della barca di Ra attraverso tali cancelli può essere descritto come segue:
- Primo cancello: Sia, deificazione della percezione, ritto sulla prora della barca del sole, invita un serpente chiamato "Protettore del deserto" a spalancare il cancello all'arrivo del dio-sole Ra, il quale, nella forma del dio Atum (deificazione del sole del tramonto[5]) osserva i propri nemici che vengono massacrati.
- Secondo cancello: il dio guardiano è chiamato "Ingoiatore di peccatori" e dietro al cancello si trova un lago di fuoco.
- Terzo cancello: il serpente guardiano si chiama "Aculeo" e il cancello "Signora del cibo"; dietro a quest'ultimo si trovano alcuni sciacalli che custodiscono il Lago della vita, interdetto alle anime del mondo dei morti perché è il luogo dove Ra attinge il proprio respiro.
- Quarto cancello: alcune divinità portano delle corde per misurare l'estensione dei campi dell'oltretomba (così come, nella vita quotidiana degli Egizi, si compiva la misurazione dei campi per fini fiscali); è inoltre questo il punto in cui venivano raffigurate le quattro etnie umane secondo gli Egizi: la "mandria di Ra", cioè gli Egizi stessi, e i Levantini, i Libici e i Nubiani.
- Quinto cancello: il cancello si chiama "Signora della durata", il serpente di guardia è "Occhi di fiamma" e dietro all'accesso si trova il perfido demone Apopi, personificazione del male e del caos e acerrimo nemico di Ra, qui chiamato "Cattivo di viso": venti divinità riescono ad arginare il suo potere devastante continuando a sezionarlo, mentre le teste di coloro che ha divorato emergono dalle sue spire; la barca del sole procede e Ra abbandona questa drammatica regione.
- Sesto cancello: la barca di Ra si accosta a sette pali dalla testa di sciacallo a cui sono legati due nemici per ciascuno, pronti per essere decapitati.
- Settimo cancello: il cancello di chiama "Brillante" e vi si trovano venti divinità con una corda terminante in quattro fruste, quattro teste di falco e quattro teste umane: resta un passaggio enigmatico e di difficile interpretazione.
- Ottavo cancello: vi si trova un serpente sputa-fuoco che brucia i nemici di Osiride.
- Nono cancello: vi si trovano Horus e Seth sul dorso di un leone dalla testa di falco.
- Decimo cancello: dietro a questo cancello compare nuovamente Apopi, questa volta incatenato così da non ledere Ra nel suo transito.
- Undicesimo cancello: il cancello di chiama "Misteriosa d'approcci" ed è sorvegliato da un dio-gatto di nome Meeiuti (onomatopea del miagolio).
- Dodicesimo cancello: dietro al cancello si trovano le dee sorelle Iside e Nefti in forma di serpenti: il viaggio attraverso i portali dell'aldilà è terminato e il sole sorge sul mondo in forma di scarabeo sacro (Khepri, deificazione del sole del mattino[6]).

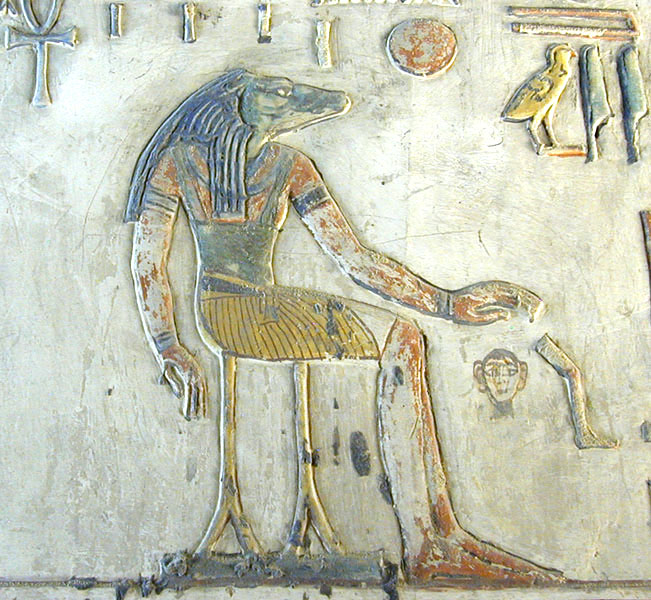
Un dio-coccodrillo guardiano del mondo dei morti dalle pareti della tomba di Seti I, nella Valle dei Re.
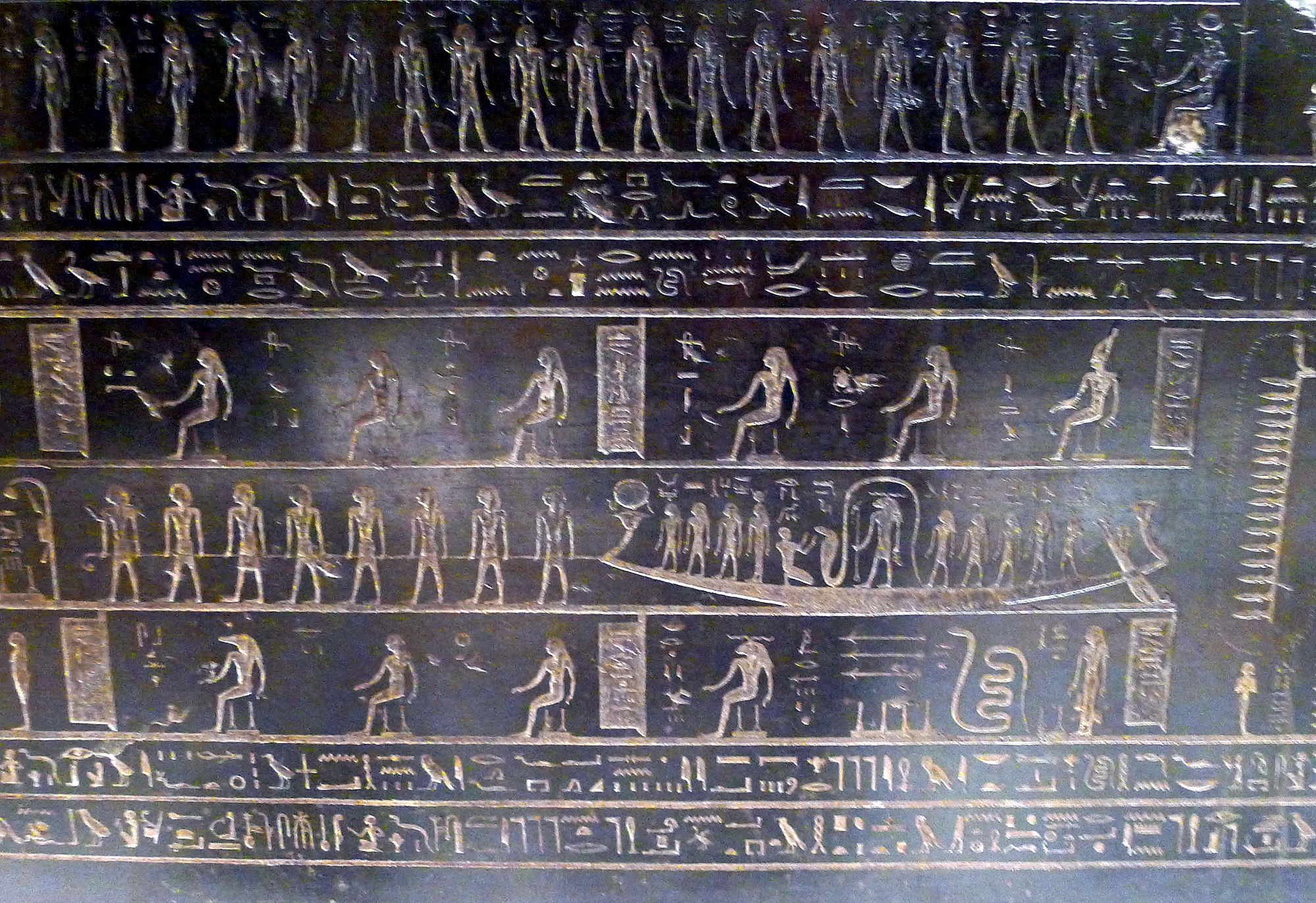
Il viaggio della barca solare di Ra attraverso i cancelli dell'oltretomba e le relative divinità (sarcofago del IV secolo a.C.). Museo del Louvre, Parigi.
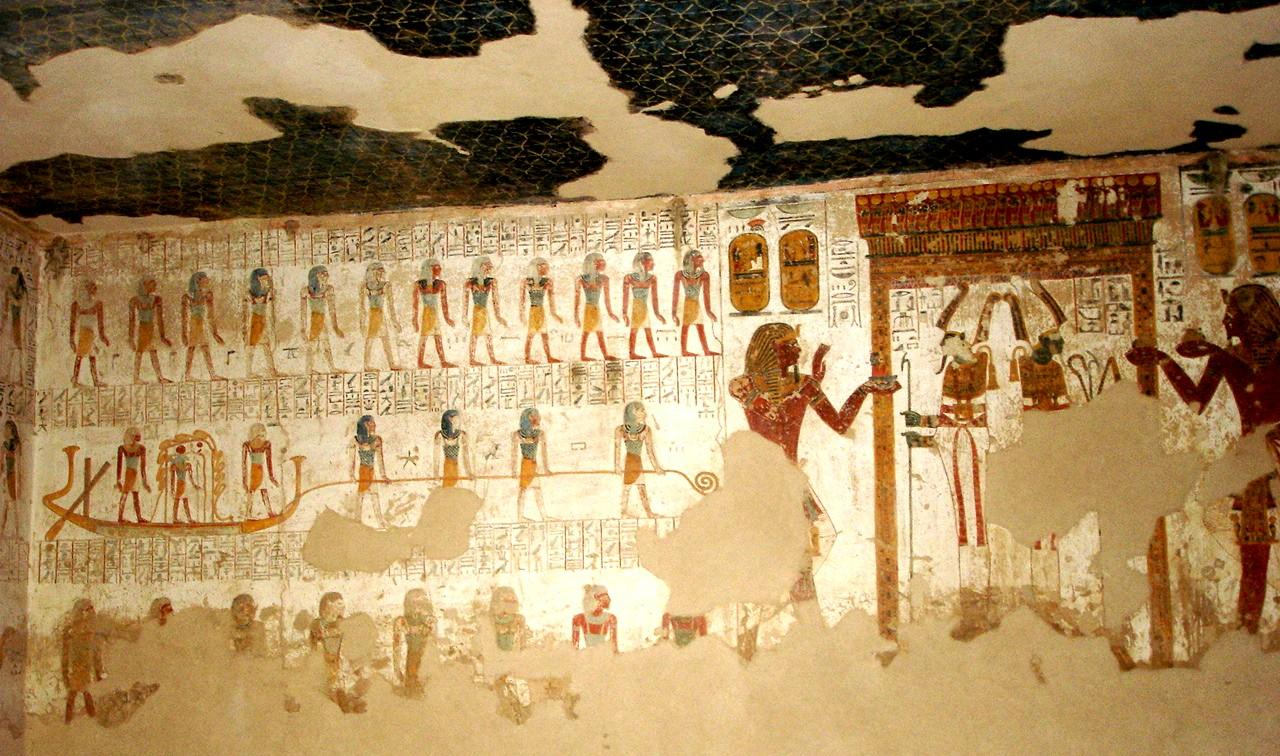
Il viaggio della barca solare di Ra fra le divinità del mondo dei morti, dalla tomba del faraone Merenptah nella Valle dei Re.

### Cancelli descritti nei papiri funerari
L'egittologo britannico George Hart del British Museum ha così schematizzato, nel suo Dictionary of Egyptian Gods and Goddesses (1986), gli evocativi nomi di tali divinità e loro posizioni nell'oltretomba così come descritte nei papiri funerari noti agli studiosi:

#### Divinità dei "sette cancelli"
| Cancello | Divinità                                     | Portinaio                        | Araldo                                           |
| -------- | -------------------------------------------- | -------------------------------- | ------------------------------------------------ |
| 1        | "Capovolto di viso — Molteplice di forma"    | "Segreto ascoltatore"            | "Miserabile di voce"                             |
| 2        | "Allungato di fronte"                        | "Colui che ha il viso-Seqed (?)" | "Raggiante"                                      |
| 3        | "Divoratore di sporcizia dal suo posteriore" | "Vigile di viso"                 | "Maledicente"                                    |
| 4        | "Ostile di viso — Loquace"                   | "Percettivo"                     | "Grande di viso — Respingente i coccodrilli"     |
| 5        | "Vivente sui vermi"                          | Ashbu                            | "Faccia d'ippopotamo — Furioso nell'aggressione" |
| 6        | "Furente di voce"                            | "Raschiante di viso"             | "Affilato di viso"                               |
| 7        | "Affilatissimo fra essi"                     | "Stridente di voce"              | "Ricacciatore degli insorti"                     |

#### Divinità dei "ventuno portali segreti della magione di Osiride nel campo di giunchi"
| Portale | Nome del portale come dea                                                    | Dio guardiano               |
| ------- | ---------------------------------------------------------------------------- | --------------------------- |
| 1       | "Signora del tremore"                                                        | "Orribile"                  |
| 2       | "Signora del cielo"                                                          | "Nato dal posteriore"       |
| 3       | "Signora dell'altare"                                                        | "Purificatore"              |
| 4       | "Potente di coltelli"                                                        | "Toro dalle lunghe corna"   |
| 5       | "Ardente"                                                                    | "Uccisore degli oppositori" |
| 6       | "Signora della tenebra"                                                      | "Distruttore"               |
| 7       | "Velatrice dello Stanco (Osiride)"                                           | Ikenti                      |
| 8       | "Lucente di fiamme — Estinguitrice del fuoco"                                | "Protettore del suo Corpo"  |
| 9       | "Eminente"                                                                   | "Uccellatore"               |
| 10      | "Perforante di voce (al. Alta delle Doppie Porte)"                           | "Abbracciatore grande"      |
| 11      | "Incessante nell'accoltellare - Bruciacchiatrice dei ribelli"                | "Cuoco del suo braciere"    |
| 12      | "Invocata dalle sue Due Terre"                                               | "Gatto"                     |
| 13      | "Colei su cui Osiride (al. Iside, l'Enneade) allunga le sue braccia"         | "Distruttore del ladro"     |
| 14      | "Signora della rabbia — Danzante nel sangue"                                 | "Stridente"                 |
| 15      | "Grande di valore"                                                           | "Vigile di viso"            |
| 16      | "Terrore"                                                                    | "Intelligente nel sibilare" |
| 17      | "Grande nell'Orizzonte"                                                      | "Spirito"                   |
| 18      | "Amante del fuoco"                                                           | "Unto"                      |
| 19      | "Colei che nella sua vita predice le mattine e possiede gli scritti di Thot" | senza nome                  |
| 20      | "Vivente nella caverna del suo Signore"                                      | senza nome                  |
| 21      | "Affilatrice della selce per parlare con lei"                                | Giraffa (Memi)              |

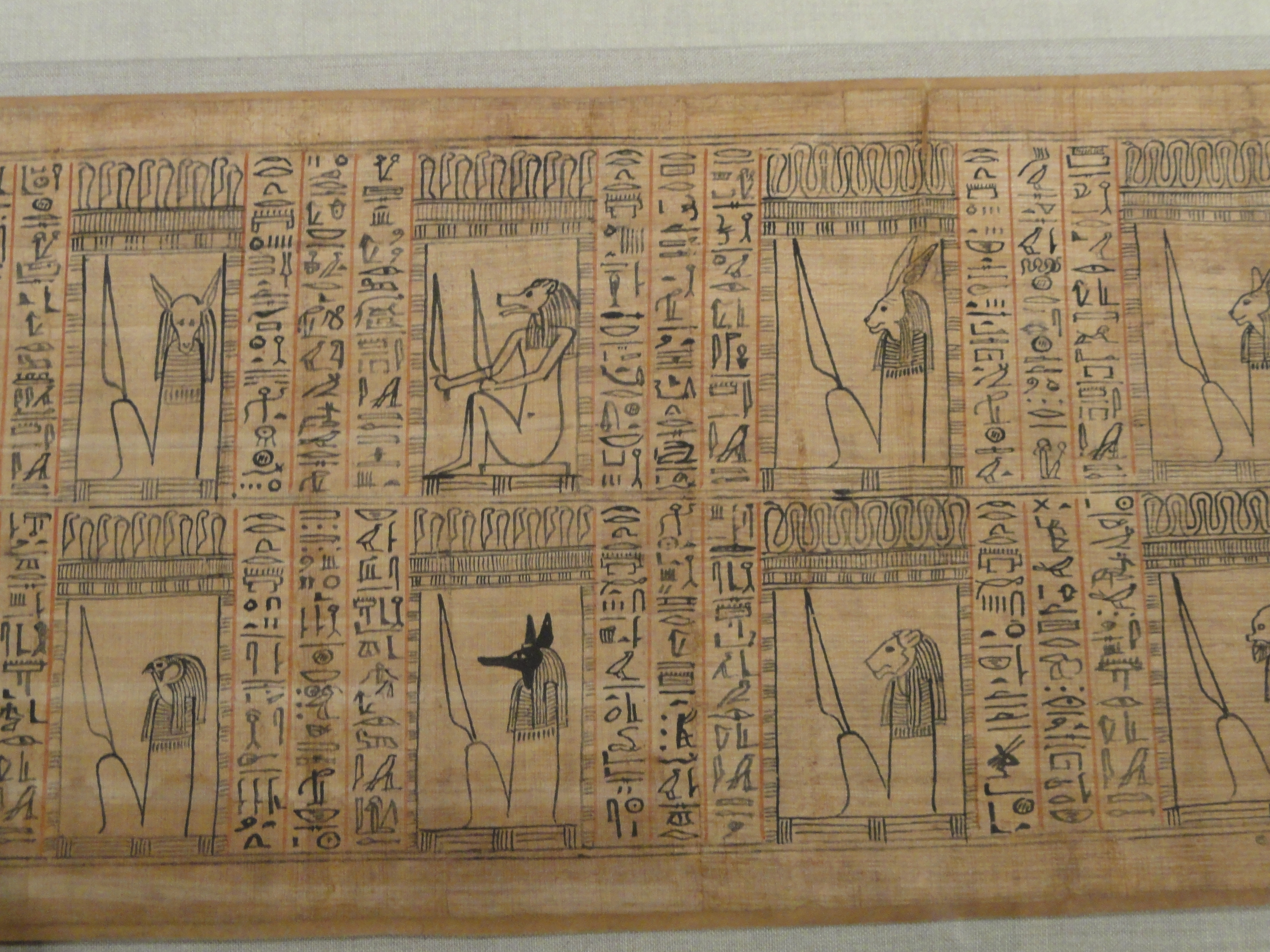
Libro dei morti di Hori: creature sovrannaturali a guardia del mondo dei morti (Duat). Cleveland Museum of Art, Cleveland.
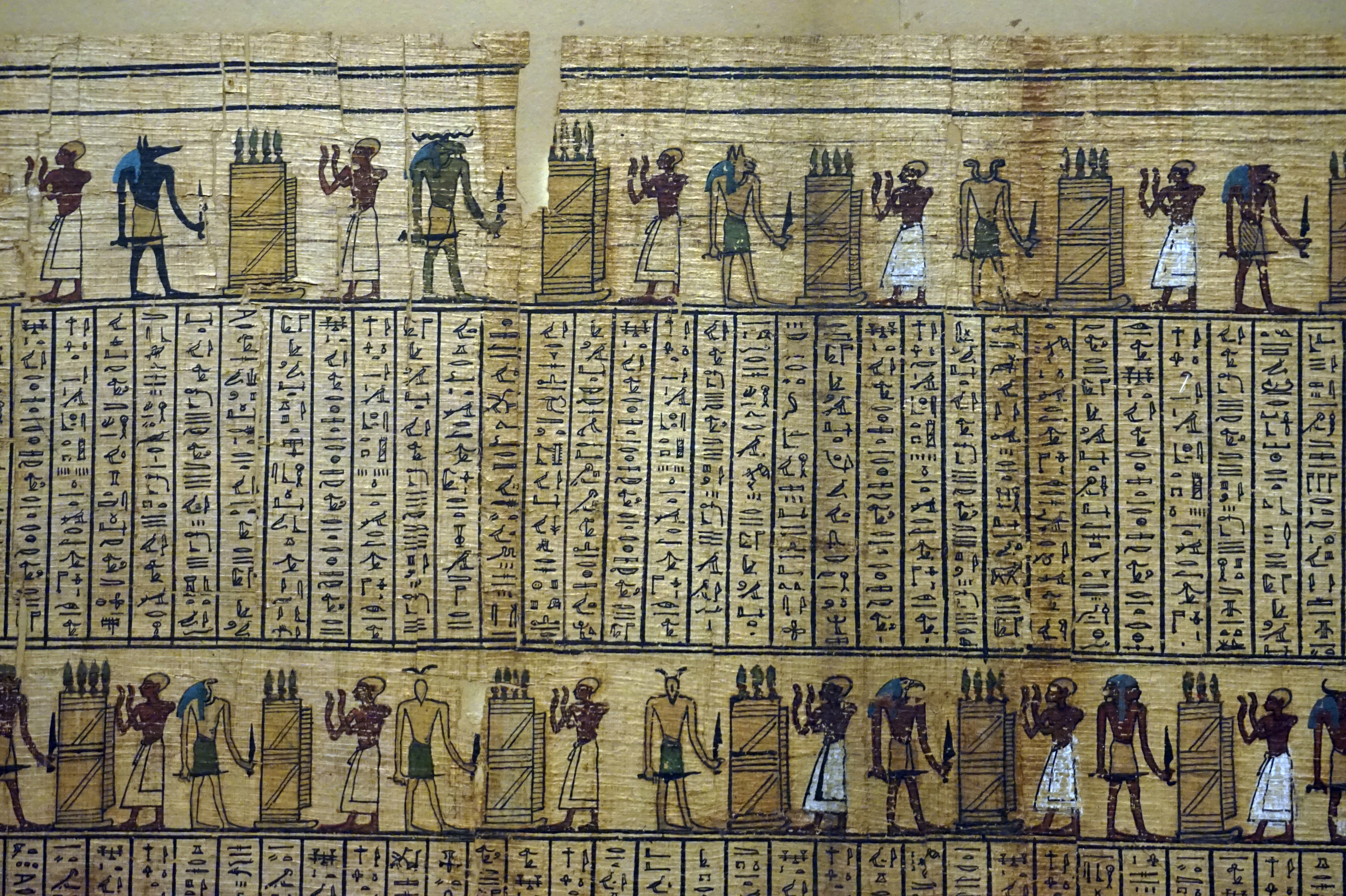
Il defunto al cospetto dei mostri del mondo dei morti, da un Libro dei morti (N 3096) al Museo del Louvre, Parigi.
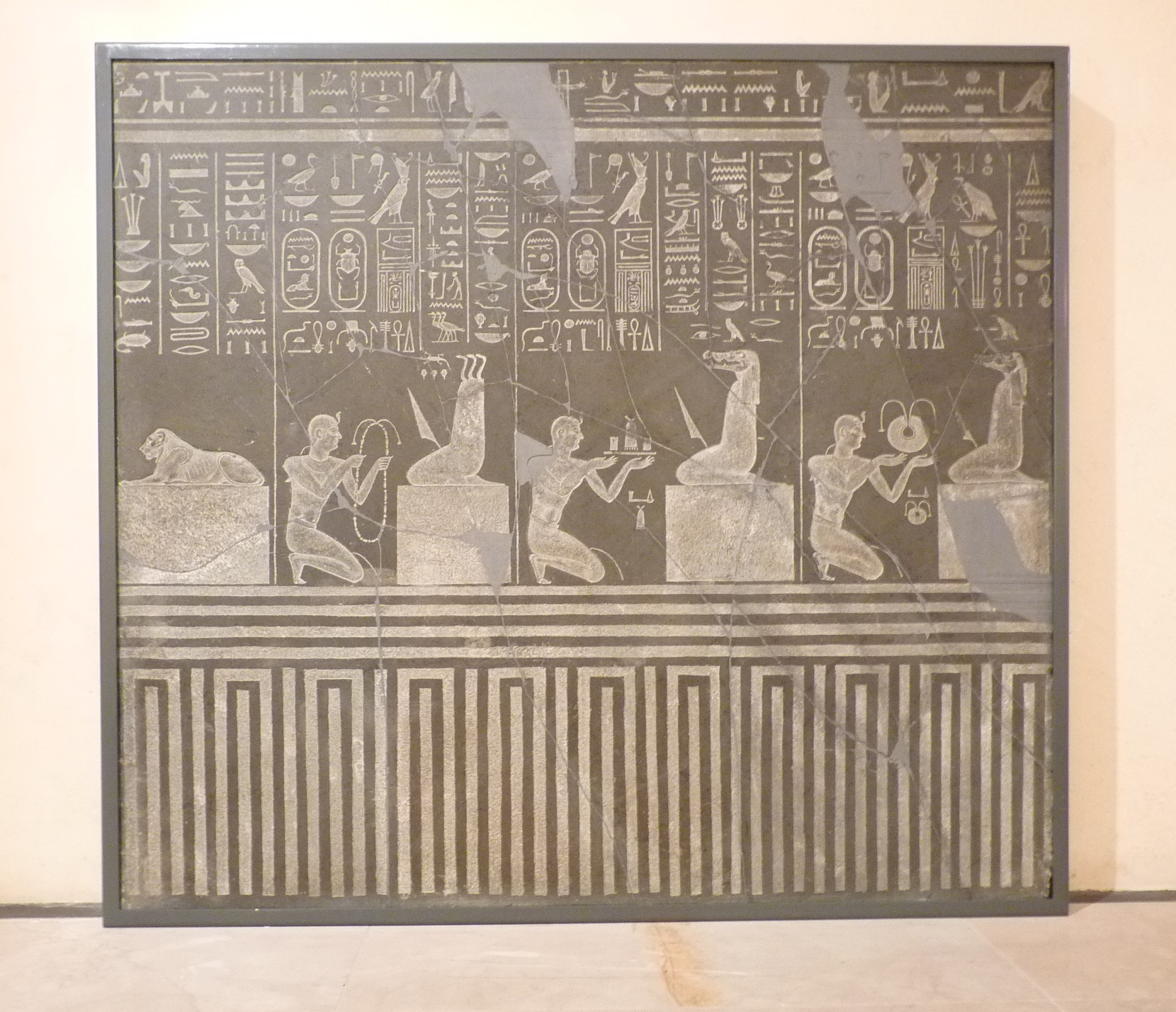
Rilievo del faraone Nectanebo I che adora creature sovrannaturali del mondo dei morti. Museo civico archeologico (Bologna).